# Tijdgeografie
Tijdgeografie is een discipline binnen de sociale geografie. 
Het gaat hier om een behaviorale benadering, ontwikkeld door Torsten Hägerstrand. In deze benadering staan de beslissingen over gedrag in tijd en ruimte centraal. Het gaat er hierbij om de beslissingen die mensen nemen, te beschrijven in termen van tijd en ruimte. Het gaat hierbij niet om de analyse van de mentale processen die het ruimtelijke gedrag sturen, maar alleen om de analyse van het concrete tijd-ruimtepad dat gevolgd wordt bij menselijke activiteiten. Er wordt dus geen aandacht besteed aan de gedachtegang die voorafgaat aan handelingen. Er wordt alleen maar gekeken naar wat het gedrag precies is en waar het plaatsvindt.
Het handelen binnen het tijd-ruimte pad gaat, volgens Hägerstrand, gepaard met verschillende vormen van beperkingen (ook wel "constraints" genoemend). Zo zijn er:
- capability constraints (lichamelijke beperkingen),
- coupling constraints (beperkingen gecreëerd door het volgen van bepaalde afspraken),
- authority constraints (beperkingen die te maken hebben met territoria, bezit en macht).